# Zimbabweite
La Zimbabweite è un minerale di colore giallo-bruno con un abito cristallino ortorombico di durezza 5 (Scala di Mohs). Esso viene generalmente classificato come una arsenite, ma contiene anche altri elementi quali niobio e tantalio. Fu scoperto nel 1986 in Zimbabwe, da cui prende il nome.